# Madisonville (Kentucky)
Pour les articles homonymes, voir Madisonville.
La ville de Madisonville est le siège du comté de Hopkins, dans l'État du Kentucky, aux États-Unis. Sa population s’élevait à 19 591 habitants lors du recensement de 2010, estimée à 19 399 habitants en 2016.

## Histoire
Fondée en 1807, la localité a été nommée en hommage à l’homme d’État James Madison.

## Source
- (en) Cet article est partiellement ou en totalité issu de l’article de Wikipédia en anglais intitulé « Madisonville, Kentucky » (voir la liste des auteurs).